# Campeonato Europeo de Curling Femenino de 2006
El XXXII Campeonato Europeo de Curling Femenino se celebró en Basilea (Suiza) entre el 9 y el 16 de diciembre de 2006 bajo la organización de la Federación Mundial de Curling (WCF) y la Federación Suiza de Curling.
Las competiciones se realizaron en el St. Jakobshalle de la ciudad suiza.

## Tabla de posiciones
| Pos | Equipo          | G | P | G–P |
| --- | --------------- | - | - | --- |
| 1   | Rusia           | 9 | 0 | –   |
| 2   | Italia          | 6 | 3 | 1–0 |
| 3   | Suiza           | 6 | 3 | 0–1 |
| 4   | Escocia         | 5 | 4 | –   |
| 5   | Alemania        | 5 | 4 | –   |
| 6   | Suecia          | 5 | 4 | –   |
| 7   | Dinamarca       | 4 | 5 | –   |
| 8   | República Checa | 3 | 6 | –   |
| 9   | Noruega         | 2 | 7 | –   |
| 10  | Países Bajos    | 0 | 9 | –   |

## Cuadro final
|  | Clasif. a semifinal | Clasif. a semifinal | Clasif. a semifinal |  |  | Semifinal | Semifinal |  |       | Final  | Final |
|  |                     |                     |                     |  |  |           |           |  |       |        |       |
|  | 1                   | Rusia               | 5                   |  |  |           |           |  |       |        |       |
|  | 2                   | Italia              | 7                   |  |  |           |           |  |       | Italia | 4     |
|  |                     |                     |                     |  |  | Rusia     | 7         |  | Rusia | 9      |       |
|  |                     | Suiza               | 5                   |  |  |           |           |  |       |        |       |
|  | 3                   | Suiza               | 8                   |  |  |           |           |  |       |        |       |
|  | 4                   | Escocia             | 3                   |  |  |           |           |  |       |        |       |

## Medallistas
| Evento | Oro                                                                                                  | Plata                                                                                             | Bronce                                                                                   |
| ------ | --- | ------------------------------------------------------------------------------------------------- | ---------------------------------------------------------------------------------------- |
| Equipo | Rusia · Liudmila Privivkova · Olga Zharkova · Nkeiruka Yezej · Yekaterina Galkina · Margarita Fomina | Italia · Diana Gaspari · Giulia Lacedelli · Giorgia Apollonio · Violetta Caldart · Elettra De Col | Suiza · Mirjam Ott · Binia Feltscher · Valeria Spälty · Janine Greiner · Manuela Kormann |